# Club Hoquei Caldes
El Club Hoquei Caldes, también conocido como Recam Làser Caldes por razones de patrocinio, es un equipo de hockey sobre patines con sede en localidad de Caldas de Montbui, en la comunidad autónoma de Cataluña. Actualmente disputa la OK Liga.

## Historia
El club fue fundado en 1961. Tras muchas campañas en categorías de ámbito inferior, en 2014 consigue el ascenso a 1ª División y en 2015 a la OK Liga, clasificándose en quinto lugar en su primera temporada. Dicha posición le dio derecho a jugar la Copa de la CERS de la temporada 2016-17, alcanzando las semifinales, siendo eliminado por el  CGC Viareggio.

## Resultados por temporada
Nota aclaratoria:
|  | Temporada culminada con ascenso a categoría superior |

| Temporada | Categoría | División    | Posición | Copa del Rey     | Liga Europea/Copa de la CERS |  |
| --------- | --------- | ----------- | -------- | ---------------- | ---------------------------- |  |
| 2007–08   | 3         | Nacional    | 10.º     |                  |                              |  |
| 2008–09   | 3         | Nacional    | 11.º     |                  |                              |  |
| 2009–10   | 3         | Nacional    | 6.º      |                  |                              |  |
| 2010–11   | 3         | Nacional    | 3.º      |                  |                              |  |
| 2011–12   | 3         | Nacional    | 7.º      |                  |                              |  |
| 2012–13   | 3         | Nacional    | 3.º      |                  |                              |  |
| 2013–14   | 3         | Nacional    | 1.º      |                  |                              |  |
| 2014–15   | 2         | 1ª División | 3.º      |                  |                              |  |
| 2015–16   | 1         | OK Liga     | 5.º      | Cuartos de final |                              |  |
| 2016–17   | 1         | OK Liga     | 11.º     |                  | Semifinales Copa de la Cers  |  |
| 2017-18   | 1         | OK Liga     | 9.º      |                  |                              |  |
| 2018-19   | 1         | OK Liga     | 7.º      | Semifinales      |                              |  |
| 2019-20   | 1         | OK Liga     | 6.º      |                  |                              |  |
| 2020-21   | 1         | OK Liga     | 3.º      | Semifinales      |                              |  |
| 2021-22   | 1         | OK Liga     | 8.º      | Cuartos de final |                              |  |

## Plantilla 2018-2019
| - 1 Víctor Sierra (portero) - 2 Lluís Ricart (defensa) - 4 Xavier Rovira (delantero) - 5 Pol Galbas (defensa) - 6 Ferran Rosa (medio) |  | - 7 Alexandre Acsensi (medio) - 10 Cesc Campor (portero) - 37 Álvaro Borja Giménez (delantero) - 55 Marcos Blanqué (defensa) - 77 Roger Acsensi (delantero) |